# セクサールド
セクサールド（ハンガリー語: Szekszárd [ˈseksɑ̈ːrd]）は、ハンガリーのトルナ県にある都市で、同県の県都。クロアチア語名はセクサル（Seksar）。ハンガリーの県都のなかでは最も人口が少なく、面積でもタタバーニャに次いで二番目に小さい。

## 地理
トランスダヌビアン丘陵とハンガリー大平原の合流地点に位置する。

## 歴史

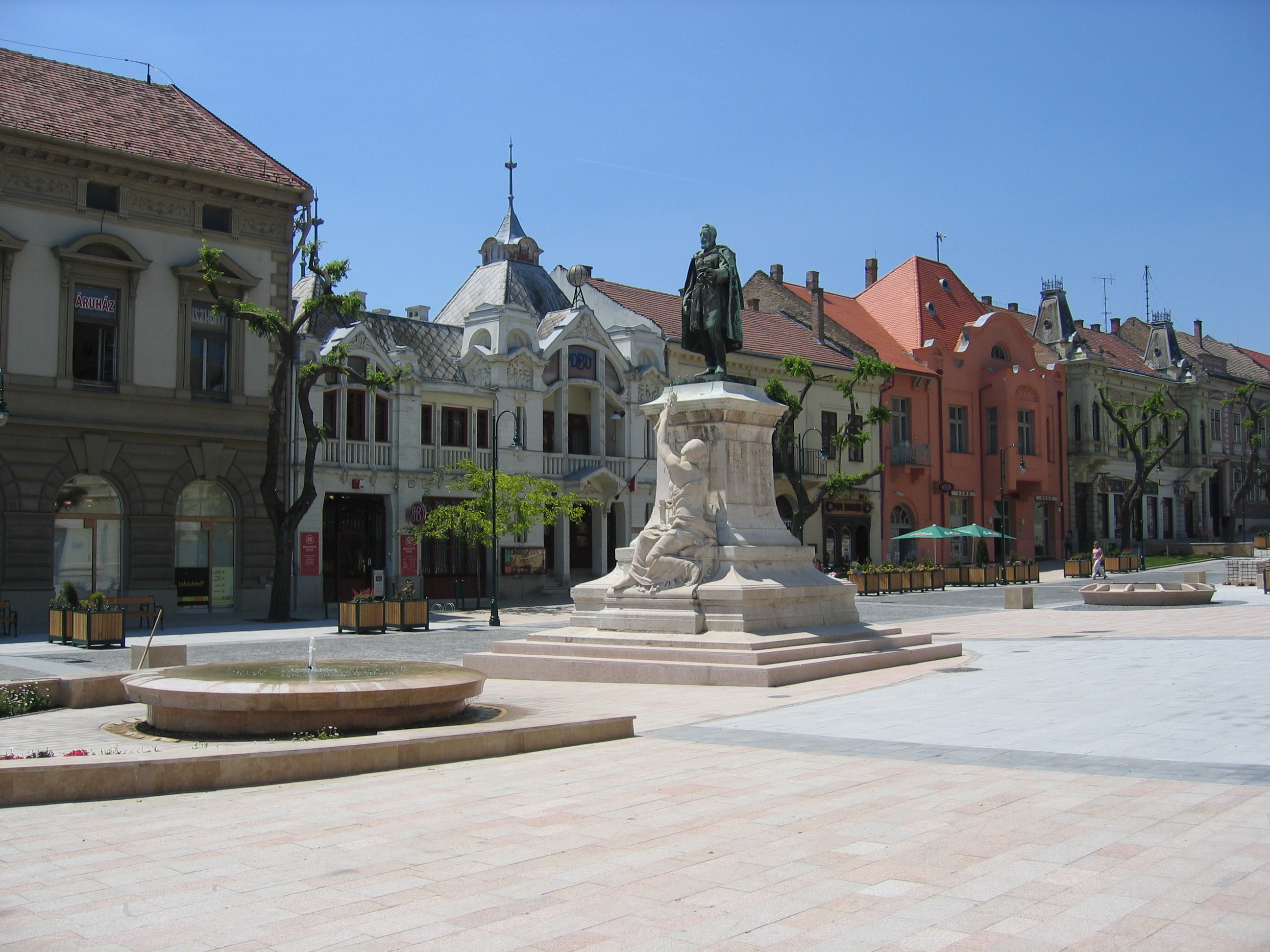
中心部の広場

1015年に初めて文献に登場した。1061年にはベーラ1世によりベネティクト修道院が建てられた。
マーチャーシュ1世在位中、セクサールドでは王に対しての陰謀に関わったヨン主教が統治していたため、マーチャーシュ1世はセクサールド城を壊滅させるよう命じた。1485年には五つの市場が一年365日開かれる大きな町になったが、オスマン帝国に支配されると衰退し、修道院も破壊された。しかし18世紀には県都となり、紋章も承認されたため再び主要な町となった。1794年には大火に見舞われたが、これがきっかけで衰退するようなことにはならなかった。19世紀に入ると町役場や県庁、教会などの重要な建物が次々と建設され、人口は14000人を数えた。
1994年、全ての県都に都市郡の地位を与える法律が施行されたのに伴い、セクサールドも都市郡の地位を手に入れた。それ以前は人口5万人以上の県都でなければ都市郡の地位が与えられなかったため、人口5万人未満のセクサールドはシャルゴータルヤーンと同じく県都であっても都市郡の地位を得ることはできなかった。

## 名所
- 古典主義様式の旧県庁

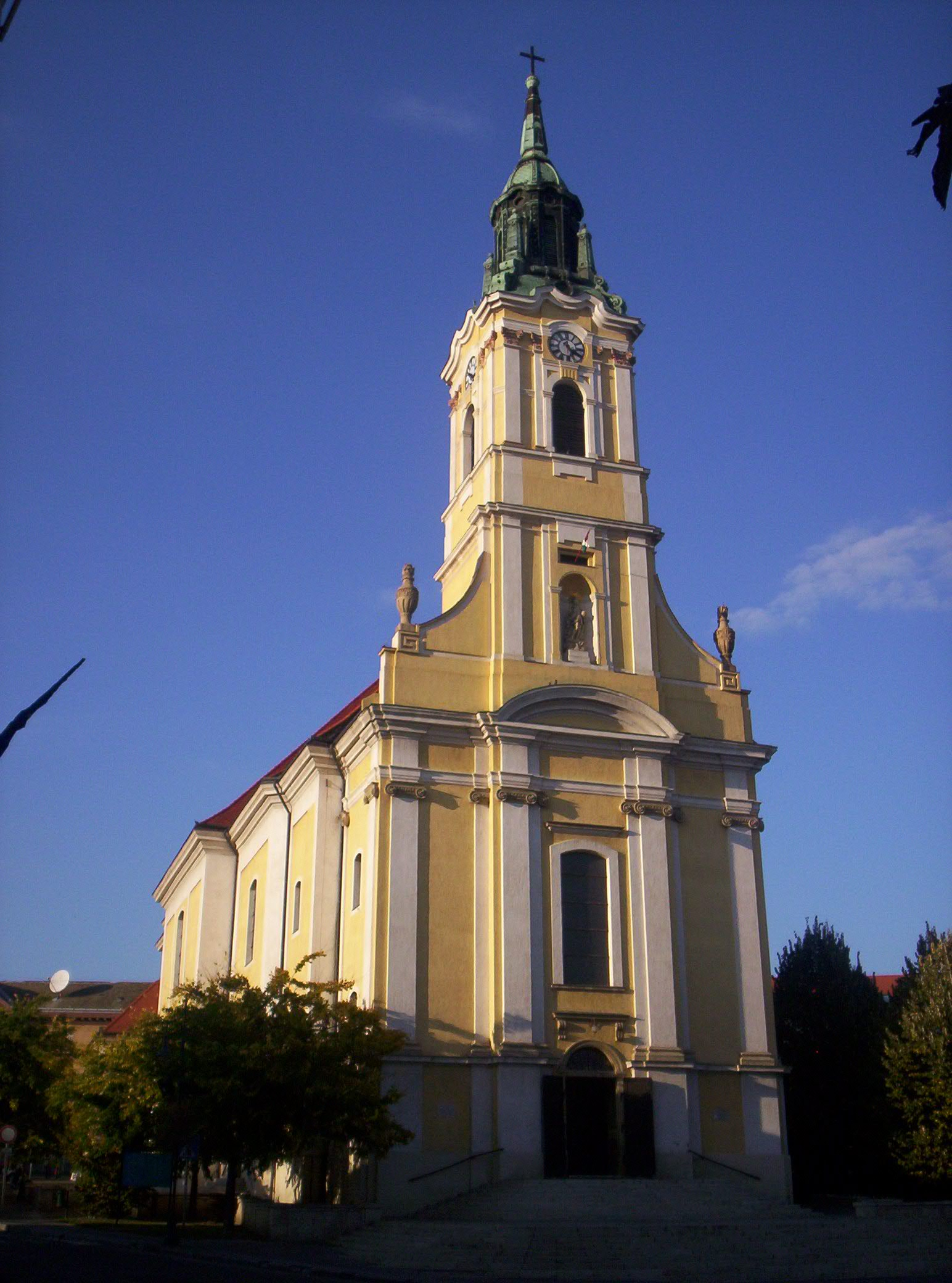
ベーラ王教会

- フランツ・リストも客人として訪れたことのあるアウグス邸
- バビチ・ミハーイの生誕地
- ジエン・ヴァレリアの生誕地
- ベネディクト修道院跡
- 詩人ガレー・ヤーノシを記念した広場と像

## 姉妹都市
- トルニオ（フィンランド）
- ビーティッヒハイム＝ビッシンゲン（ドイツ）
- ファジェット（英語版）（ルーマニア）
- ブゾン（フランス）
- ベチェイ（英語版）（セルビア）
- ラヴェンナ（イタリア）
- ルゴジ（ルーマニア）
- ワレヘム（ベルギー）